# 抚养未成年儿童家庭援助
抚养未成年儿童家庭援助（Aid to Families with Dependent Children，简称AFDC）是1935年到1996年美国的一项联邦补助项目，由美国卫生及公共服务部所管理。该项目对于贫穷家庭的子女进行经济上的援助。
抚养未成年儿童家庭援助于1935年由作为罗斯福新政一部分的社会安全法案（Social Security Act）所创立，起初的名称为未成年儿童援助（Aid to Dependent Children，简称ADC），并于1960年改名。1996年该项目一年花费240亿美元，但考虑到通货膨胀的因素，1976年的花费最高，比1996年还高出8%。1997年被困难家庭临时援助（TANF）被替代。